# كلير هاتون
كلير كاثرين هاتون (مواليد 11 يناير 2006) لاعبة كرة قدم أمريكية محترفة، تلعب في مركز لاعبة محور دفاعي مع فريق كانساس سيتي كارنت في الدوري الوطني لكرة القدم للسيدات (NWSL) ومنتخب الولايات المتحدة. وقعت هاتون عقدًا مع كارنت في سن السابعة عشرة عام 2023. وحققت الميداليات البرونزية مع المنتخب الوطني للشباب في دورة الألعاب الأمريكية 2023 وكأس العالم للسيدات تحت 20 عامًا 2024.
تتمتع هاتون برؤية ممتازة وقدرة بدنية ومهارة كبيرة، ترى في سيرجيو بوسكيتس وأندريس إنييستا وكيفن دي بروين مصدر إلهامها في كرة القدم، على الرغم من أن لاعبها المفضل في طفولتها كان البرازيلي رونالدينيو.

## نشأتها
نشأت كلير في بيت لحم، نيويورك، وهي ابنة جينيفر وبريت هاتون، ولديها شقيقان. بدأت لعب كرة القدم في الرابعة من عمرها. انضمت في التاسعة من عمرها إلى نادي ألباني أليكاتس لكرة القدم، ولعبت في فئات عمرية مختلفة، وتدربت مع فرق بويز. انتقلت لاحقًا إلى نادي وورلد كلاس إف سي التابع لدوري كرة القدم الأمريكية، وحصلت على لقب أفضل لاعبة أمريكية مرتين.
تألقت هوتون في فريق الفتيات الجامعي في مدرسة بيت لحم الثانوية أثناء دراستها في المدرسة الإعدادية. في الصف السابع، وعمرها 12 عامًا، ساعدت في قيادة الفريق إلى مباراة لقب الولاية لعام 2018 وحصلت على تكريمات كل الولاية. في العام التالي، سجلت رقمًا قياسيًا في المدرسة بلغ 36 هدفًا وقدمت 19 تمريرة حاسمة، مما قاد الفريق للدفاع عن لقب القسم 2 وتم اختيارها كأفضل لاعبة في ولاية نيويورك لعام 2019. لعبت بشكل أقل مع الفريق أثناء وجودها في المدرسة الثانوية بسبب جائحة كوفيد-19 واستدعاءات المنتخب الوطني للشباب. عندما كانت في السنة الثالثة، انضمت إلى فريق بويز الجامعي في بيت لحم في عام 2022، حيث بدأت في الهجوم وسجلت 4 أهداف مع تمريرة حاسمة واحدة في 14 مباراة. تخرجت من المدرسة الثانوية قبل عام واحد في عام 2023.

## مسيرتها الكروية

### نادي كانساس سيتي
بعد تخرجها من المدرسة الثانوية، تدربت هاتون مع فرق الدوري الوطني لكرة القدم للسيدات، نونورث كارولينا كوريج ونيوجيرسي/نيويورك جوثام إف سي. ورغم التزامها باللعب في جامعة نورث كارولينا، إلا أن نادي نيوجيرسي طرح فكرة احترافها بدلاً من ذلك. درست خياراتها لعدة أشهر، وفي النهاية خاضت تجربة مع فريق كانساس سيتي كارنت، حيث وقّعت عقدًا لمدة ثلاث سنوات من خلال آلية التسجيل الخاصة باللاعبات تحت سن 18 عامًا في الدوري الوطني لكرة القدم للسيدات في 14 ديسمبر 2023.
ظهرت هاتون لأول مرة كلاعبة احترافية في يوم المباراة الافتتاحية في 18 مارس 2024، ولعبت 90 دقيقة كاملة في المباراة التي فاز فيها الفريق بنتيجة 5-4 على بورتلاند ثورنز. بدأت جميع المباريات باستثناء مباراة واحدة في النصف الأول من الموسم واحتلت المركز الثاني في الدوري الوطني لكرة القدم للسيدات في التدخلات التي فازت بها في تلك الفترة. قدمت أول تمريرة حاسمة احترافية لها في 25 مايو، حيث مهدت الطريق إليزابيث بول أحراز هدف الفوز بنتيجة 1-0 على يوتا رويالز. في 1 أغسطس، سجلت أول هدف احترافي لها، بتسديدة من حافة منطقة الجزاء في فوز 4-1 على تيجريس في مرحلة المجموعات بكأس الصيف. لعبت هاتون رابع أكثر الدقائق مع الفريق كانساس (على الرغم من غيابها لمدة شهر في كأس العالم للسيدات تحت 20 عامًا 2024) حيث أنهى الفريق الموسم في المركز الرابع ووصل إلى نصف نهائي التصفيات. كانت واحدة من ثلاث لاعبات تم ترشيحهن لجائزة أفضل لاعبة مبتدئة في الدوري الوطني لكرة القدم للسيدات.

## مسيرتها الدولية
مثلت هاتون الولايات المتحدة لأول مرة مع منتخب الولايات المتحدة تحت 17 عامًا في بطولة الكونكاكاف للسيدات تحت 17 عامًا 2022، مسجلةً ستة أهداف، وساهمت في فوز الفريق بالبطولة. في وقت لاحق من العام، استُبعدت من قائمة المنتخب المشارك في كأس العالم للسيدات تحت 17 عامًا 2022. عادت لقيادة منتخب الولايات المتحدة تحت 19 عامًا في دورة الألعاب الأمريكية 2023 في تشيلي، حيث واجهوا فرقًا من دول أخرى. سجلت هدفين في البطولة، بما في ذلك هدف الفوز 2-0 على الأرجنتين في مباراة الميدالية البرونزية.
كانت دائمًا جزءًا ثابتًا من فريق تحت 20 عامًا في العام التالي في سن 18 عامًا. بدأت خمس مباريات في كأس العالم للسيدات تحت 20 عامًا 2024، وغابت عن مباراتين بسبب بروتوكول الارتجاج حيث يتضمن البروتوكول عادةً فترة راحة، حيث احتلت الولايات المتحدة المركز الثالث، وهي أفضل نتيجة لها منذ 2012. تم استدعاء هاتون من قبل إيما هايز إلى معسكر المستقبل، للتدرب مع المنتخب الوطني الأول، في يناير 2025. تلقت أول استدعاء لها للفريق الأول لكأس شيبيليفز 2025 في فبراير. ظهرت لأول مرة على المستوى الدولي في 23 فبراير 2025، حيث بدأت ضد أستراليا في كأس شيبيليفز. في الدقيقة 68، وصلت تمريرة هاتون إلى آلي سينتنور التي مررتها إلى ميشيل كوبر، التي سجلت الهدف الثاني في المباراة، التي انتهت بفوز المنتخب بنتيجة 2-1.

## الإنجازات
كانساس سيتي كرنت
- كأس الصيف للسيدات الدوري الوطني لكرة القدم للسيدات ضد الدوري المكسيكي للسيدات: 2024[22]

الولايات المتحدة الأمريكية تحت 17 عامًا
- بطولة الكونكاكاف للسيدات تحت 17 عامًا: 2022

الولايات المتحدة الأمريكية تحت 19 عامًا
- دورة الألعاب الأمريكية الميدالية البرونزية: 2023

الولايات المتحدة الأمريكية تحت 20 عامًا
- كأس العالم للسيدات تحت 20 عامًا الميدالية البرونزية: 2024